# Andrew Bonar Law
Andrew Bonar Law (n. 16 septembrie 1858, New Brunswick, Canada - d. 30 octombrie 1923, Londra) a fost un politician britanic, prim ministru al Marii Britanii în perioada 1922-1923.